# Chiesa della Confraternita della Santissima Trinità
La chiesa della Confraternita della Santissima Trinità è una chiesa sussidiaria in località Chiesa, a Bellino, nella provincia di Cuneo. Risale al XVII secolo.

## Storia
Un primo riferimento documentale indiretto sulla chiesa è in un atto notarile del 1641 e diversi anni dopo (1699 e 1700) l'edificio sacro venne citato esplicitamente in alcuni lasciti testamentari.
La prima descrizione della piccola chiesa è del 1752, quando risulta come una cappella aperta e costruita nella zona cimiteriale.
L'arcivescovo di Torino Francesco Luserna Rorengo di Rorà nel 1770 visitò la piccola chiesa aperta nel camposanto e indicò come non corretta l'abitudine di svolgere le funzioni religiose in tale luogo e dispose che la cappella venisse benedetta e che subito dopo il cimitero stesso venisse ricostruito.
Nel 1840 venne esteso un inventario dei beni presenti. Tra questi fu ricordato un tabernacolo ligneo, un calice, una croce di ottone ed altre suppellettili liturgiche.  Vennero citate anche le reliquie di San Magno e di San Firminio. Sette anni dopo la piccola chiesa venne restaurata ma nel 1872 una slavina la danneggiò e si resero necessari nuovi lavori per ripararla.
In segno di ringraziamento per i pochi danni subiti, perché la valanga avrebbe potuto distruggere tutto l'edificio, venne nello stesso anno acquistata una grande tela che fu posta sull'altare.
Durante il primo dopoguerra probabilmente vennero fatto lavori di ricostruzione della copertura del tetto.